# Освіта у Нововоронцовському районі
Освіта у Нововоронцовському районі представлена Гаврилівським професійно-технічним училищем № 26 (село Гаврилівка), навчальними закладами дошкільної освіти (дитячі садки), шкільної середньої освіти (школи), навчально-виховними комплексами (поєднують в собі дитячий садок та школу), працюють також Нововоронцовський районний центр дитячої творчості та дитячий оздоровчий табір імені Івана Бережного (село Новоолександрівка).

## Дошкільна освіта
Дошкільна освіта у районі представлена 9 дитячими садками:
| № п/п | Назва                        | Тип       | Вид        | Потужність | Персонал | Дітей | Адреса                                          |
| ----- | ---------------------------- | --------- | ---------- | ---------- | -------- | ----- | ----------------------------------------------- |
| 1     | Гаврилівський ДНЗ            | загальний | ясла-садок | 140        | 12       | 34    | село Гаврилівка, вулиця Леніна, 118а            |
| 2     | Золотобалківський ДНЗ        | загальний | ясла-садок | 89         | 11       | 30    | село Золота Балка, вулиця Леніна, 44            |
| 3     | Любимівський ДНЗ «Малятко»   | загальний | ясла-садок | 114        | 16       | 51    | село Любимівка, вулиця Центральна, 58           |
| 4     | Михайлівський ДНЗ            | загальний | ясла-садок | 60         | 10       | 37    | село Михайлівка, провулок Дмитрова, 3           |
| 5     | Нововоронцовський ДНЗ № 1    | загальний | ясла-садок | 24         | 37       | 102   | смт Нововоронцовка, вулиця Гагаріна, 44         |
| 6     | Нововоронцовський ДНЗ № 2    | загальний | ясла-садок | 75         | 24       | 92    | смт Нововоронцовка, провулок Комсомольський, 10 |
| 7     | Нововоскресенський ДНЗ       | загальний | ясла-садок | 120        | 10       | 48    | село Нововоскресенське, вулиця Торгова, 1       |
| 8     | Осокорівський ДНЗ «Барвінок» | загальний | ясла-садок | 64         | 19       | 74    | село Осокорівка, вулиця Жовтнева, 1а            |
| 9     | Хрещенівський ДНЗ            | загальний | ясла-садок | 33         | 7        | 33    | село Хрещенівка, провулок Степовий, 3           |

## Шкільна освіта
Заклади середньої освіти представлені 9 загальноосвітніми школами та 5 навчально-виховними комплексами, які об'єднують у собі дитячий садок та школу:

### Загальноосвітні школи
| № п/п | Назва                                      | Тип | Ступені | Потужність | Учні | Персонал | Адреса                                      |
| ----- | ------------------------------------------ | --- | ------- | ---------- | ---- | -------- | ------------------------------------------- |
| 1     | Гаврилівська загальноосвітня школа         | ЗОШ | І-ІІІ   | ?          | 84   | 22       | село Гаврилівка, провулок Кооперативний, 3  |
| 2     | Золотобалківська загальноосвітня школа     | ЗОШ | І-ІІІ   | 350        | 92   | 19       | село Золота Балка, вулиця Шкільна, 13       |
| 3     | Любимівська загальноосвітня школа          | ЗОШ | І-ІІІ   | 560        | 143  | 38       | село Любимівка, вулиця Таврійська, 55       |
| 4     | Михайлівська загальноосвітня школа         | ЗОШ | І-ІІІ   | ?          | 86   | 27       | село Михайлівка, вулиця Леонтіївська, 49    |
| 5     | Нововоронцовська загальноосвітня школа № 1 | ЗОШ | І-ІІІ   | 1000       | 500  | 62       | смт Нововоронцовка, вулиця Суворова, 6      |
| 6     | Нововоронцовська загальноосвітня школа № 2 | ЗОШ | І-ІІІ   | 489        | 215  | 40       | смт Нововоронцовка, вулиця Бериславська, 35 |
| 7     | Нововоскресенська загальноосвітня школа    | ЗОШ | І-ІІІ   | 534        | 114  | 30       | село Нововоскресенське, вулиця Торгова, 72  |
| 8     | Осокорівська загальноосвітня школа         | ЗОШ | І-ІІІ   | 360        | 192  | 36       | село Осокорівка, вулиця Леніна, 21          |
| 9     | Хрещенівська загальноосвітня школа         | ЗОШ | І-ІІІ   | 360        | 94   | 33       | село Хрещенівка, вулиця Чкалова, 15         |

### Навчально-виховні комплекси
| № п/п | Назва                                                     | Тип | Потужність садка | Діти садка | Персонал садка | Ступені школи | Потужність школи | Учні школи | Персонал школи | Адреса                                       |
| ----- | --------------------------------------------------------- | --- | ---------------- | ---------- | -------------- | ------------- | ---------------- | ---------- | -------------- | -------------------------------------------- |
| 1     | Біляївський навчально-виховний комплекс                   | НВК | 30               | 26         | 7              | І-ІІІ         | 310              | 68         | 31             | село Біляївка, вулиця Центральна, 115        |
| 2     | Дудчанське загальноосвітнє об'єднання                     | НВК | 80               | 160        | ?              | І-ІІІ         | 400              | 175        | 46             | село Дудчани, вулиця Чапаєва, 48             |
| 3     | Миролюбівський навчально-виховний комплекс                | НВК | 30               | 29         | 8              | І-ІІІ         | ?                | 63         | 48             | село Миролюбівка, вулиця Шевченка, 82        |
| 4     | Новоолександрівська загальноосвітня школа — дитячий садок | НВК | 160              | 36         | 7              | І-ІІІ         | 450              | 122        | 38             | село Новоолександрівка, провулок Шкільний, 6 |
| 5     | Петропавлівський навчально-виховний комплекс              | НВК | 18               | 15         | 3              | І             | 320              | 14         | 16             | село Петропавлівка, вулиця Степова, 98       |